# بودای زمردی

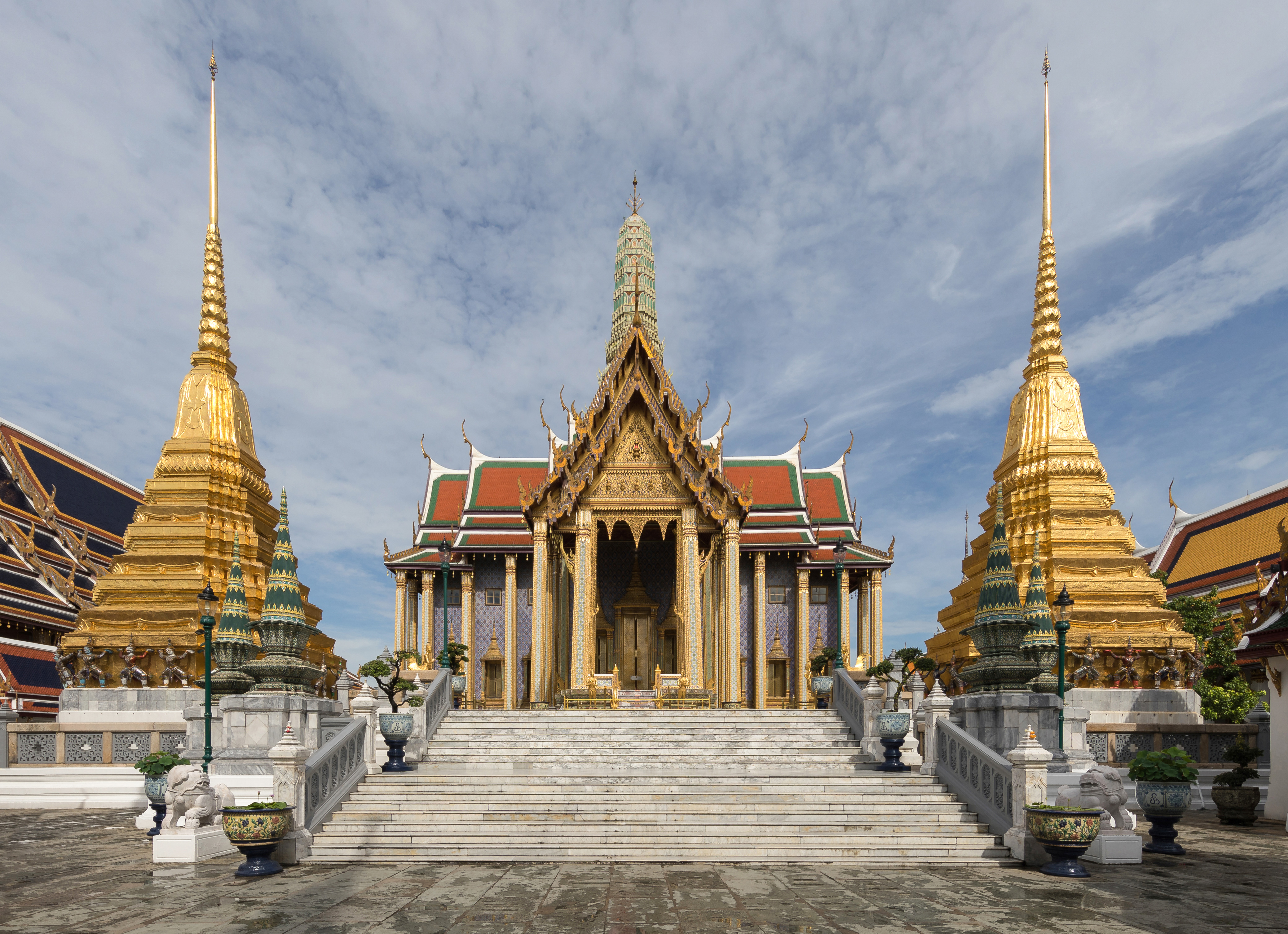
معبد وات پو، مقدس‌ترین معبد بودایی در کشور تایلند است. این معبد در بخشی از کاخ سلطنتی در مرکز شهر بانکوک جای گرفته‌است و تندیس بودای زمردین را در خود جای داده‌است. این تندیس مقدس، به عنوان نماد محافظت از نهاد پادشاهی برای مردم تایلند مقدس و دارای اهمیت ویژه‌ای است.

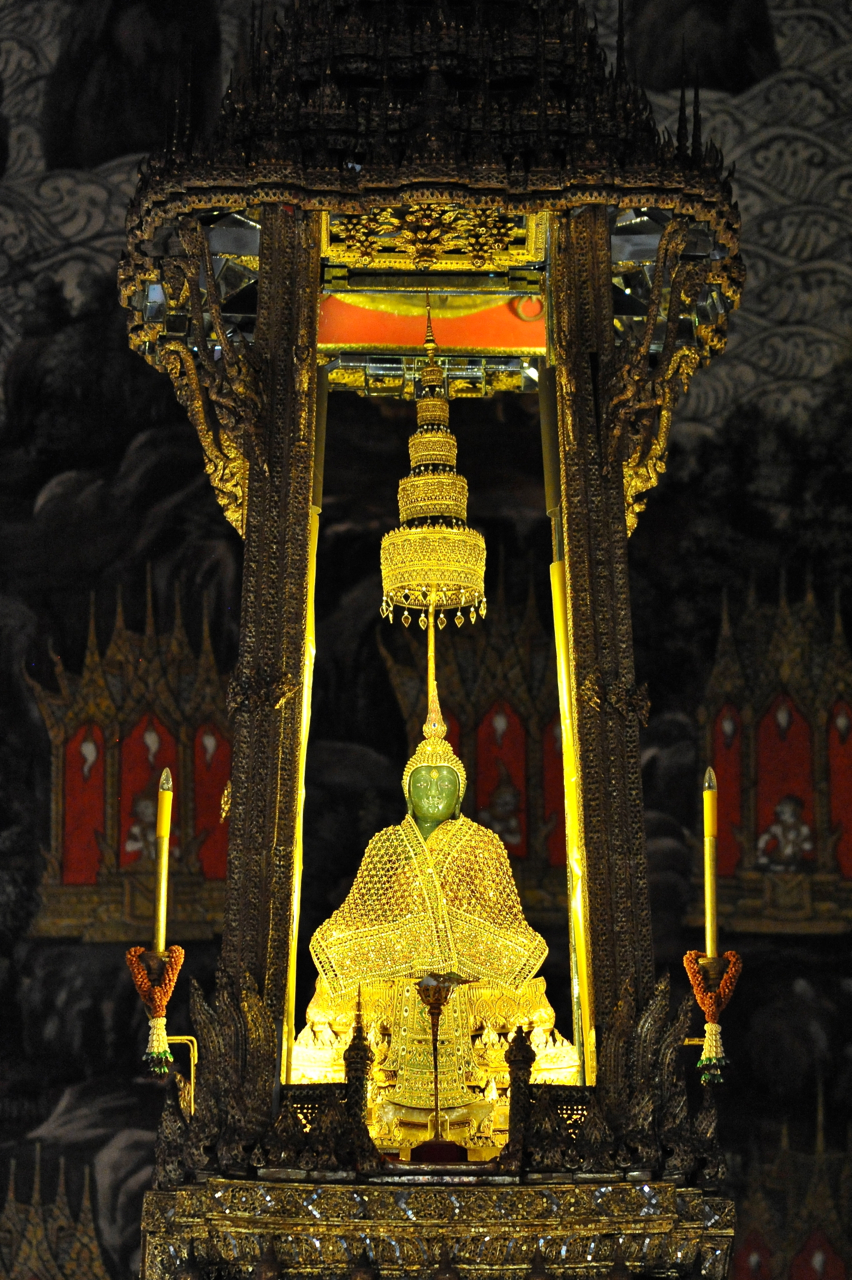
بودای زمردین در فصل سرما

تندیس بودای زمردین بانکوک که مردم تایلند آن را با نام Phra Kaeo Morakot می‌شناسند، به عنوان نماد محافظت از امپراطوری در مردم تایلند شناخته می‌شود.
این مجسمه شمایل بوداست که از سنگ نیمه قیمتی یشم ساخته شده (برخلاف تصور که آن را زمردین می‌دانند), و لباسی زرین به تن، با ارتفاع ۶۶ سانتی‌متر در حال مراقبه نشسته‌است. مجسمهٔ بودای زمردین بانکوک در کاخ زمردین بودا (Wat Phra Kaew) در زمین‌های کاخ بزرگ بانکوک قرار دارد.

## تاریخچه

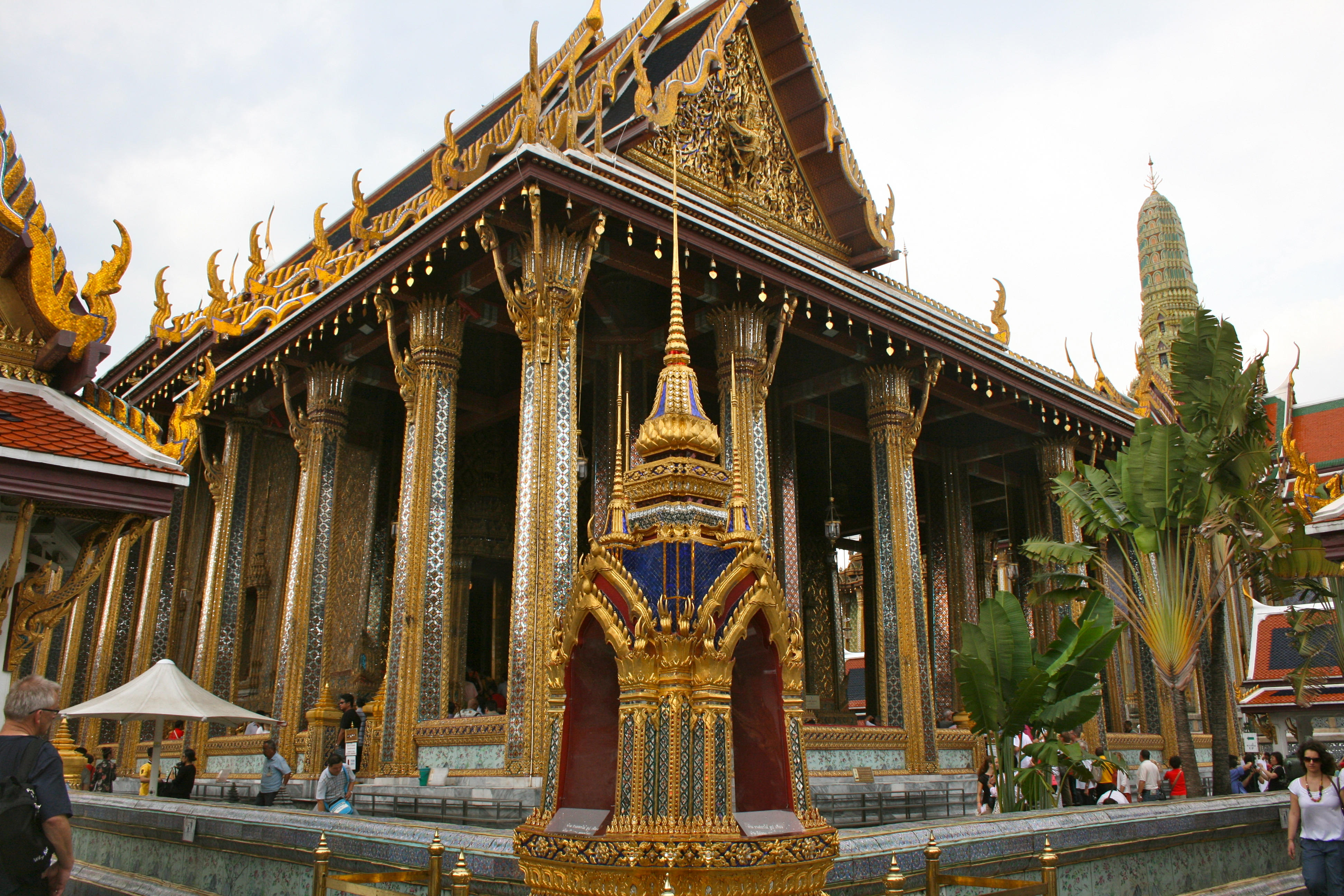
معبدی که بودای زمردین در شهر بانکوک در آن نگهداری می‌شود.

از شواهد تاریخی آنچنان برمی آید که تندیس بودای زمردین بانکوک نخستین بار در سال ۱۴۳۴ در امپراطوری لاناتای در شمال تایلند مورد توجه قرار گرفت. بنابر یکی از روایات، کشف این تندیس زمانی بوده که صاعقه به جنگل بامبوی متعلق به صومعه برخورد می‌کند و در محل برخورد مجسمه‌ای گچی به شکل بودا پیدا می‌شود. تندیس به محل اقامت راهب بزرگ برده و نگهداری شد، اما پس از مدتی راهب اعظم متوجه شد که گچ در ناحیهٔ بینی مجسمه شروع به ریختن کرده و رنگ سبز بخش درونی آن را آشکار کرد. راهب بزرگ شروع به کندن باقی بخش‌های گچی مجسمه کرد و چهرهٔ بودای سبز رنگ مشخص شد که با نام Phra Kaew Morakot یا مجسمهٔ بودای زمردین بانکوک شناخته می‌شود. زمرد صرفاً به معنی سبز رنگ در زبان تایلندیست. به گفتهٔ برخی هنرشناسان این مجسمه را به سبک «چیانگ یائن» که متعلق به قرن ۱۵ میلادی ست، و نشان از اصالت لانتائی آن دارد.
پادشاه «سم فنگ کائن» از امپراتوری «لانتای» می‌خواست تا مجسمهٔ بودای زمردین بانگکوک در چیانگ می (پایتخت) باشد، در عوض در سه موقعیت متفاوت این مجسمه با فیل حمل شد و به «لمپنگ» برده شد. مجسمهٔ بودای زمردین بانکوک به عنوان نشانی الهی شناخته شد و برای ۳۲ سال آینده در معبدی ویژه در «لمپنگ» باقی ماند. در سال ۱۴۶۸ مجسمه توسط شاه «تیلوکا» به «چیانگ می» برده شد و در تاقچه‌ای در یک گنبد با نام «چدی لوئانگ» نگهداری شد. تندیس بودای زمردین بانکوک تا سال ۱۵۵۲ در «چیانگ می» باقی ماند، تا اینکه به پایتخت منتخب «لنگ ژنگ» از «امپراتوری لائو»، یعنی شهر «لوئانگ پرابنگ» منتقل شد. پس از هجوم برمه پایتخت به «وینتیان» منتقل یافت و تندیس بودای زمردین بانکوک نیز به مکانی جدید برده شد تا برای ۲۱۴ سال آینده را در آنجا بگذراند. در سال ۱۷۷۹ در پی شورش ژنرال «چائو فرایا چاکاری» وی موفق به تسخیر «وینتیان» شد و تندیس را به سیام (از توابع بانگکوک) برد. مجسمه در معبدی در «ثونبوری» در نزدیکی وات آرون (پایتخت جدید) نصب گردید. پس از کشف خرابه‌های سلسلهٔ «چاکری» از امپراطوری «راتانکوسین»، «چائو فرا چاکری» لقب «رامای اول» را برای خود برگزید و پایتخت را از یک سوی رودخانهٔ "منام چائو فراً به موقعیت کنونی بانگکوک منتقل کرد و کاخ بزرگی که محوطهٔ Wat Phra Kaew داخل آن قرار دارد را بنا نهاد. Wat Phra Kaew در سال ۱۷۸۴ به عنوان مکانی مقدس شناخته شد و تندیس بودای زمردین بانگکوک در مراسمی با شکوه به مکان فعلی خود در یوبسوث (Ubosoth) (بخشی از مجموعهٔ معبد) در تاریخ ۲۲ مارس ۱۷۸۴ منتقل شد.

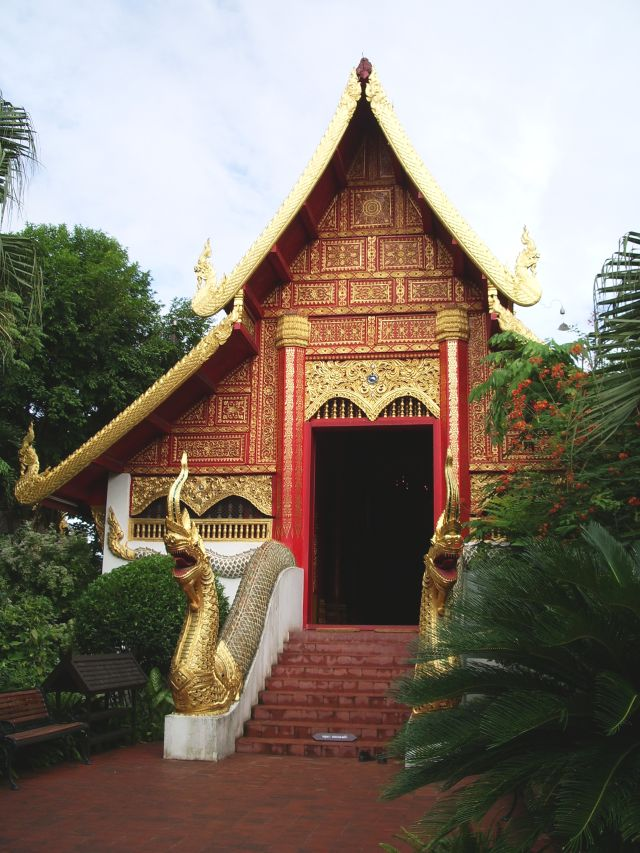
مکانی که بودای زمردین در آن پیدا شد.

## تن‌پوش‌های فصلی

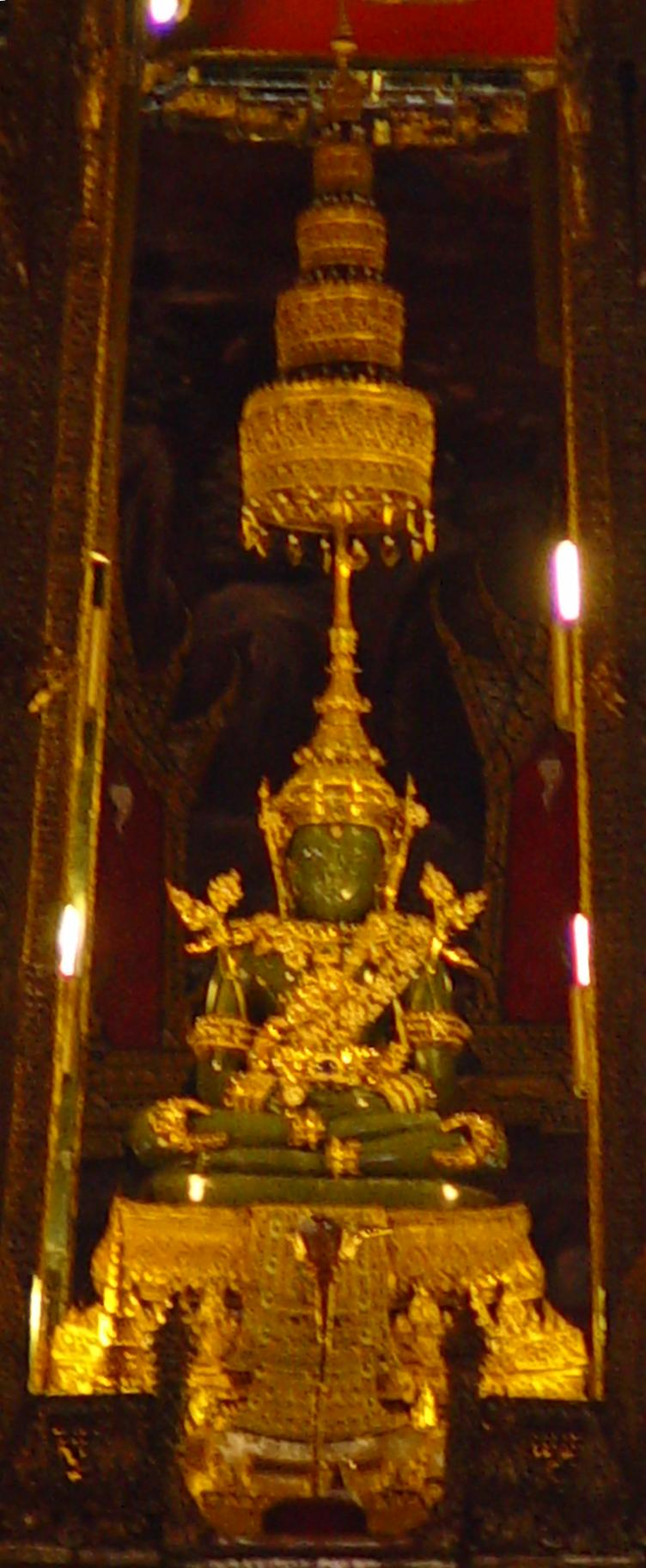
نمایی بسته از بودای زمردین در تن‌پوش تابستانی اش.

تندیس بودای زمردین بانکوک با سه دست تن‌پوش طلایی فصلی آراسته می‌شود، که دو دست از این لباس‌ها به دستور رامای اول، که یکی برای تابستان و دیگری برای فصل بارانی و تن‌پوش سوم به دستور رامای سوم برای فصل زمستان یا فصل سرما تهیه شدند. این تن‌پوش‌ها توسط پادشاه تایلند یا ولیعهد وی طی مراسم ویژهٔ تغییر فصول در اول ماه‌های ۴م، ۸م و ۱۲ قمری (مصادف با ماه‌های مارس، اوت و نوامبر) عوض می‌گردند.
مشخصات تن‌پوش‌های فصلی مجسمهٔ بودای زمردین بانگکوک
فصل گرم – تاجی نوک تیز و پله دار به همراه یک گردن آویز، کمربند، تعدادی دست بند، بازوبند و مقادیر دیگری زیورآلات سلطنتی. کلیهٔ اقلام از جنس مینای طلایی مزین به سنگ‌های قیمتی و نیمه قیمتی هستند.
فصل بارانی – تاجی نوک تیز از مینای طلایی با تکه‌های یاقوت کبود، و یک ردای ویژهٔ راهبان طلاکاری شده که بروی یک شانهٔ مجسمه انداخته می‌شود.
فصل سرما – تاجی طلایی با تکه‌های الماس، و شالی جواهر دوزی شده از جنس تور زرین که بروی تن‌پوش فصل بارانی انداخته می‌شود.
تن‌پوش‌های طلایی که مورد استفاده قرار نمی‌گیرند در عمارت کلاه فرنگی ویژهٔ نگهداری جواهرات سلطنتی در کنار مبلمان سلطنتی و سکه‌های تایلندی در معرض دید عموم قرار می‌گیرند.

## تصاویر

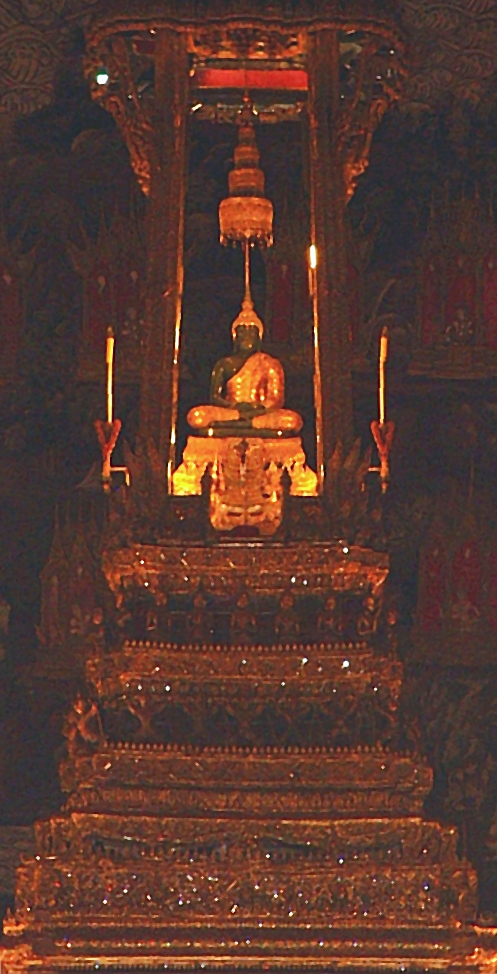
بودای زمردین در تن پوش فصل بارانی
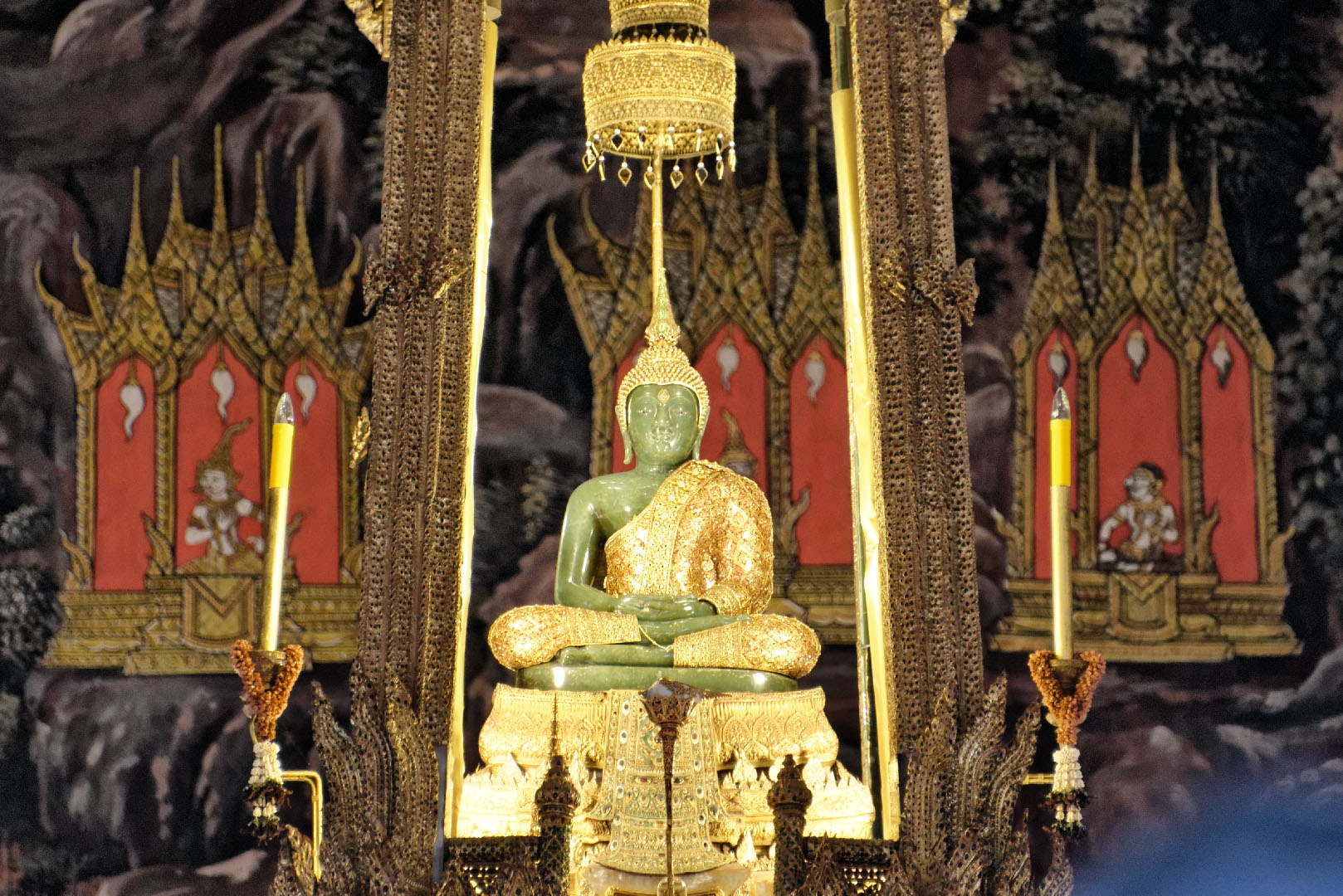
نمای بسته
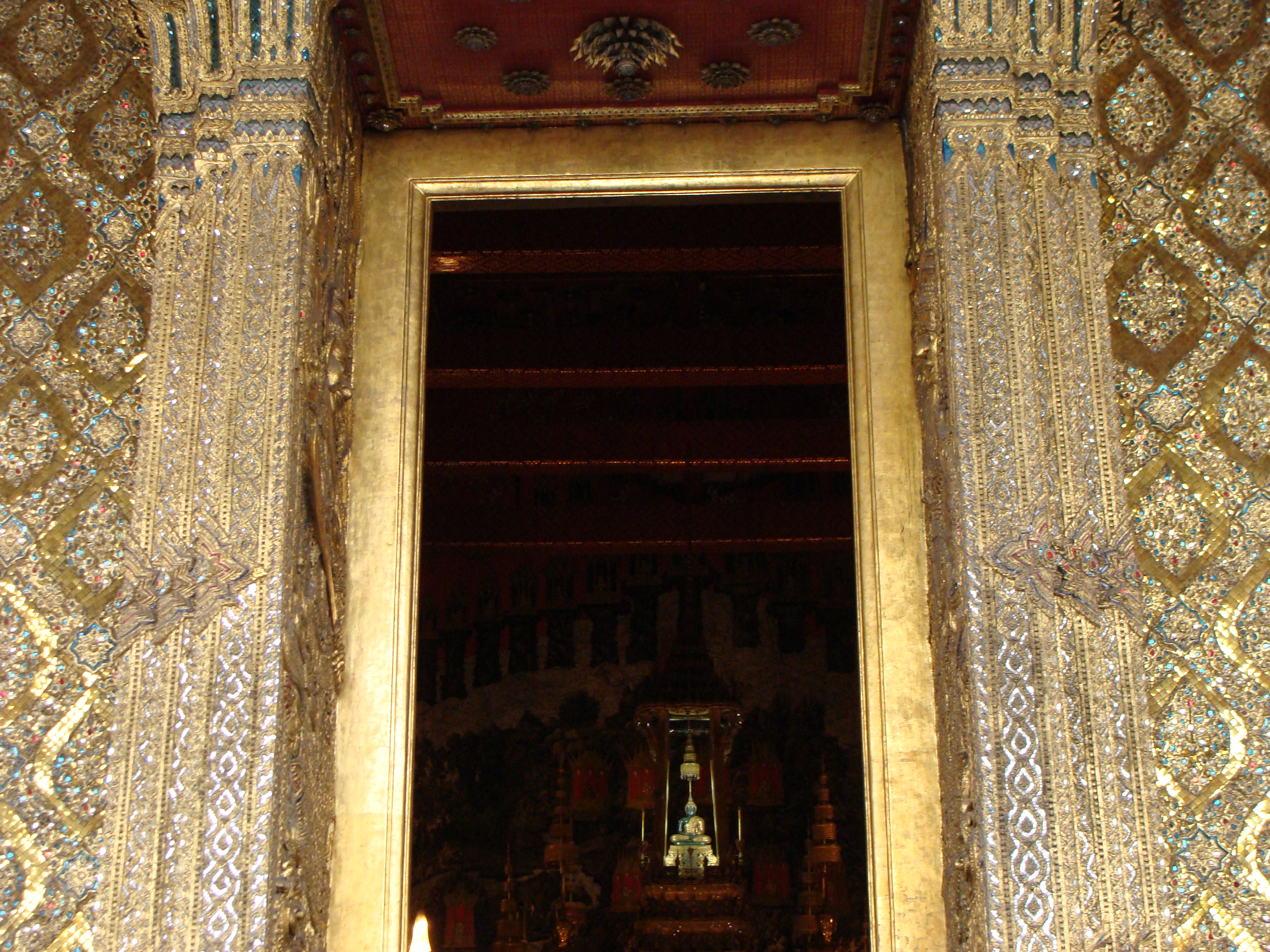
دید از خارج معبد